# Weidenjungfer
Die Weidenjungfer auch Gemeine Weidenjungfer (Chalcolestes viridis), Westliche Weidenjungfer oder Große Binsenjungfer ist eine Kleinlibellenart, deren deutscher Name auf den bevorzugten Eiablageort dieser Art zurückgeht. Das wissenschaftliche Taxon Chalcolestes wird von vielen Autoren lediglich als Untergattung der Binsenjungfern (Lestes) betrachtet. Die Weidenjungfern legen ihre Eier bevorzugt an Weidenzweigen ab, die über Gewässer ragen. Nach dem Schlupf fallen die Larven auf die Wasseroberfläche und entwickeln sich im Wasser weiter.

## Merkmale

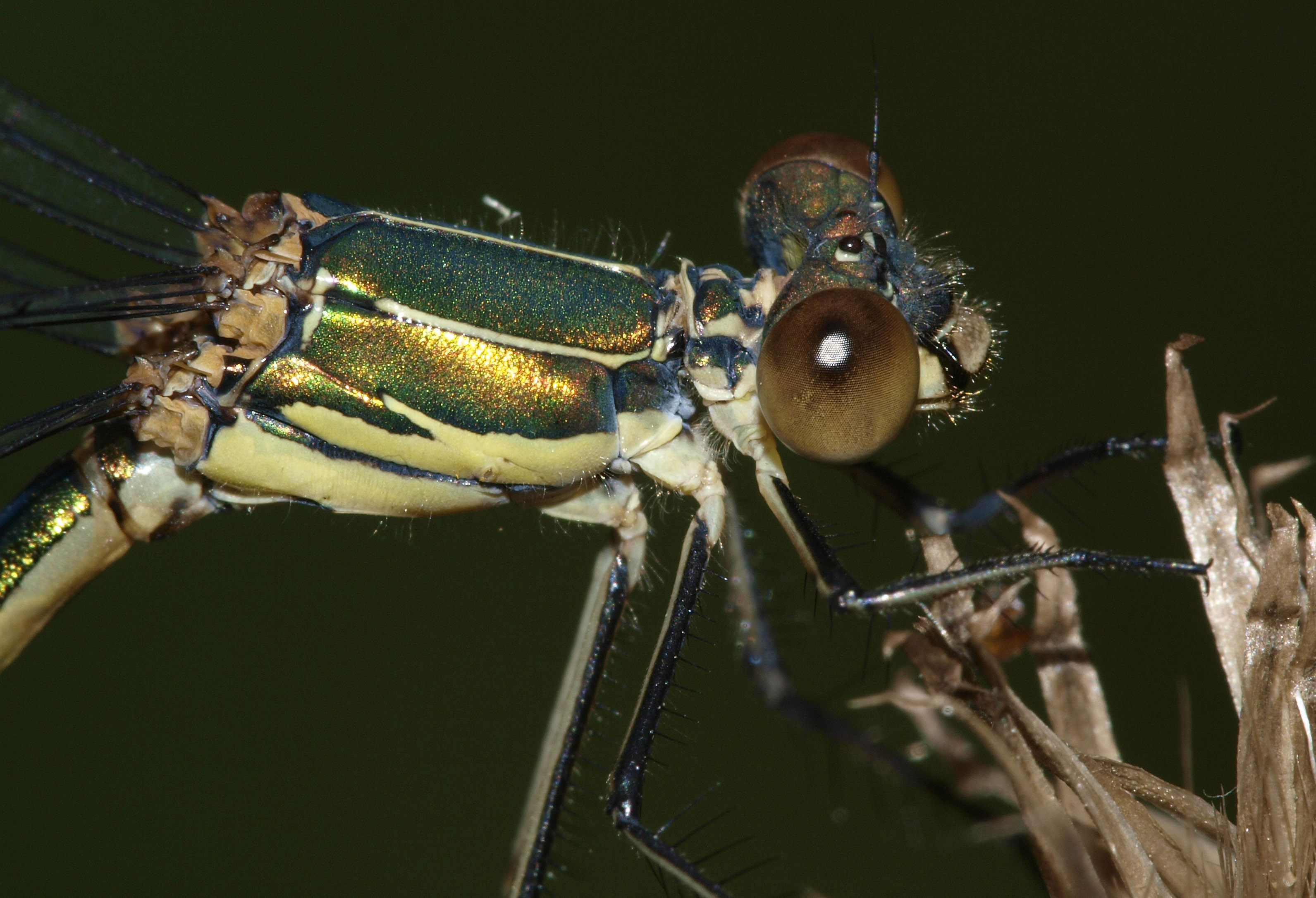
Thoraxzeichnung

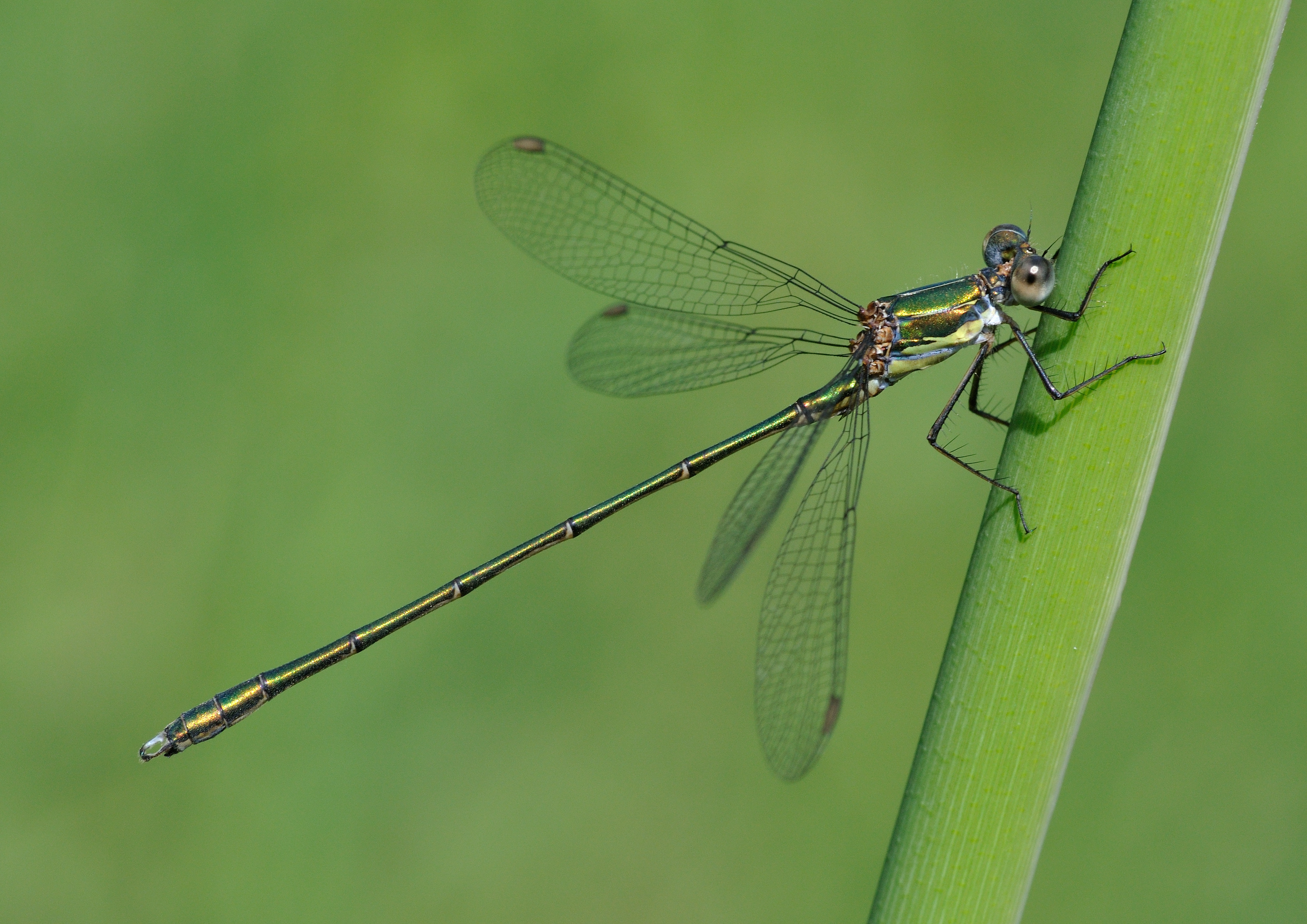
Männchen

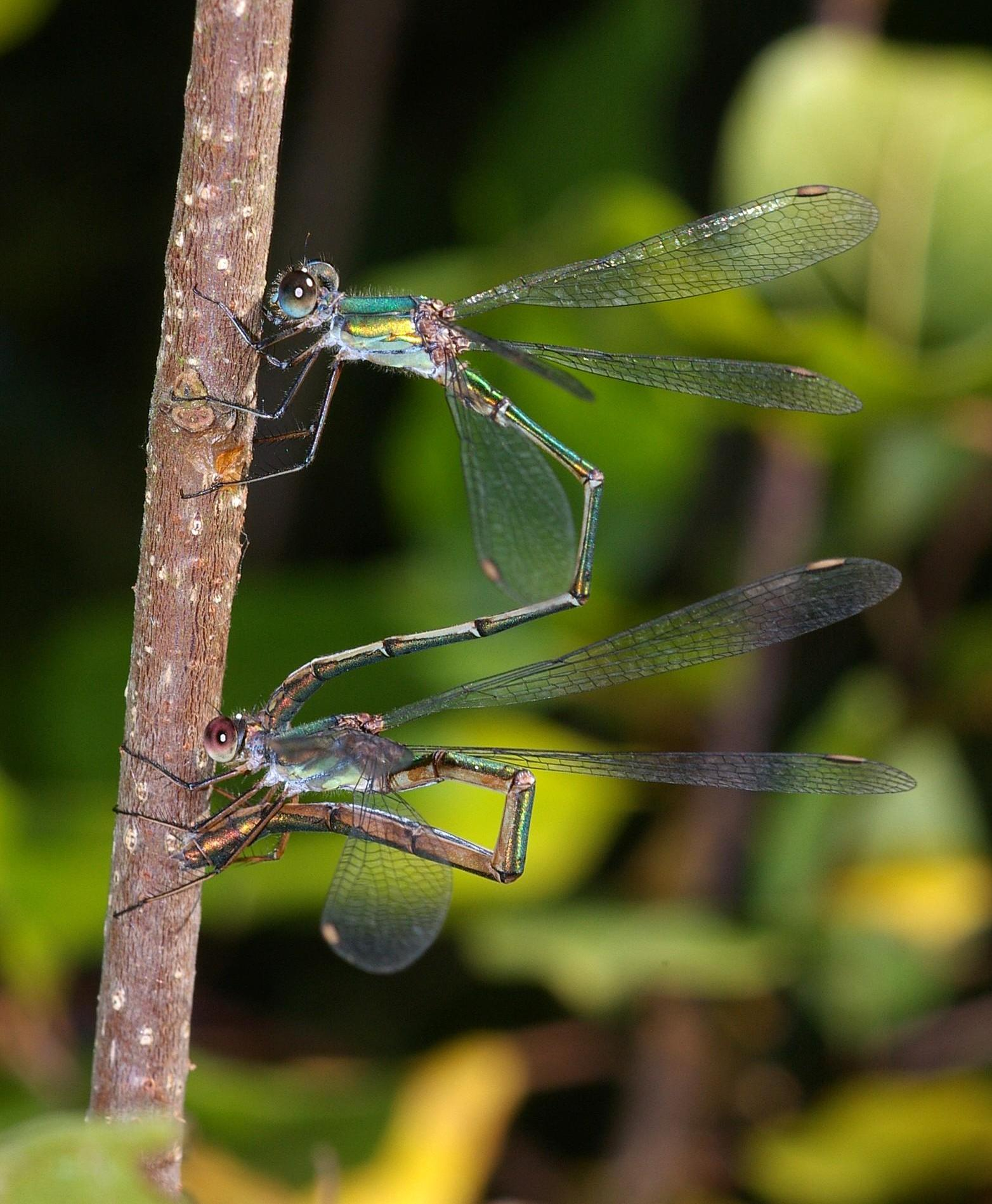
Paar bei der Eiablage an einem Faulbaum-Zweig

Die Körperlänge beträgt 40 bis 50 Millimeter, die Flügelspannweite 50 bis 60 Millimeter. Der Körper der Jungtiere ist grünmetallisch. Mit zunehmendem Alter wandelt sich die Färbung zu Kupfer- oder Bronzetönen. Die von dunklen Adern umrandeten Flügelmale sind beim jungen Tier weiß und beim älteren einfarbig hell-ocker bis hellbraun. Ein charakteristisches Merkmal ist ein nach vorn gerichteter Zipfel in der seitlichen Thoraxzeichnung.

## Lebensraum, Lebensweise
Weidenjungfern kommen an stehenden und langsam fließenden Gewässern vor, in deren unmittelbarer Ufervegetation Weichholzbaumarten, wie Weiden, Erlen, Pappeln oder auch Faulbaum vorhanden sind. Zweige, die über die Wasserfläche ragen, werden dabei für die Eiablage bevorzugt, sind aber nicht obligat.
Das Verbreitungsgebiet erstreckt sich über West-, Südwest- (bis Italien) und Mitteleuropa. In Nord- und Osteuropa fehlt die Art. In Großbritannien ist die Art seit 2009 nachgewiesen.
Die Art lebt räuberisch und ernährt sich überwiegend von Kleinstinsekten. Ihre aquatilen Larven stellen kleinen Wasserlebewesen wie anderen Insektenlarven oder Kleinkrebsen nach.

## Fortpflanzung, Individualentwicklung
Mit Hilfe des Legebohrers sticht das Weibchen rund 200 Eier in die Rinde von Zweigen verschiedener Weichholzbaumarten ein. Die Eiablage erfolgt in Tandemstellung oder, abends bei abklingender Aktivität, auch allein durch die Weibchen. Die Eier überwintern in der Gehölzrinde. Im April des Folgejahres lassen sich die etwa zwei Millimeter großen Prolarven auf die Wasseroberfläche fallen. Sobald sie mit Wasser in Berührung kommen, häuten sie sich zur Larve. Für den Fall, dass die Prolarven auf dem Erdboden landen, sind sie in der Lage, sich hüpfend zum Wasser zu bewegen. Innerhalb der folgenden zwei bis drei Monate erreichen die Larven im Wasser nach zwölf Häutungen eine Länge von 30 Millimetern und sind dann ausgewachsen. Ab Anfang Juli kriechen die Larven an Pflanzenstängeln aus dem Wasser und häuten sich ein letztes Mal zur ausgewachsenen Libelle. Nach zwölf Tagen sind die Tiere dann geschlechtsreif. Die Flugzeit der adulten Tiere reicht bis September/Oktober. Pro Jahr gibt es nur eine Generation.